# Will Holland
William Holland es un músico, DJ y productor de Bewdley, Worcestershire, Inglaterra. Luego de vivir siete años en Cali, Colombia, se trasladó a Nueva York, ciudad donde actualmente reside.
Se registra bajo varios seudónimos: Quantic, The Quantic Soul Orchestra, y The Limp Twins. Su música se basa en elementos de la salsa, bossa nova, soul, funk y jazz. Holland toca la guitarra, bajo, contrabajo, piano, órgano, saxofón y las percusiones. Gran parte de su sonido es composición original con un poco de muestreo musical (samples) de otros artistas.
Holland también ha remezclado en más de 30 canciones.

## Historia
Sus álbumes The 5th Exotic (2001) y Apricot Morning (2002) contaron con las voces de artistas británicos, entre ellos la cantante de soul Alice Russell. En 2003, formó The Quantic Soul Orchestra, un nuevo proyecto destinado a reproducir el funk 60s/70s estilo crudo, donde incluyó a otros músicos como a su hermana saxofonista, Lucy Holland.
En 2007, Holland se trasladó a Cali, Colombia. En donde Instaló un estudio analógico, grabó y lanzó el álbum Tropidélico (2007) y el debut homónimo de su proyecto paralelo, Quantic Presenta Flowering Inferno (2008), que contó con una variedad de músicos de la zona. Posteriormente se reunió el Combo Barbaro.

## Discografía

### Quantic
Como Quantic, Holland ha lanzado cuatro discos de estudio y un álbum de caras A-B, en el sello discográfico Tru Thoughts.

#### Álbumes
- The 5th Exotic (Tru Thoughts, 2001)
- Apricot Morning (Tru Thoughts, 2002)
- Mishaps Happening (Tru Thoughts, 2004)
- One Off's Remixes and B Sides (Tru Thoughts, 2006)
- An Announcement to Answer (Tru Thoughts, 2006)
- Quantic Presenta: Flowering Inferno, Dog With A Rope (Tru Thoughts, 2010)
- Quantic & Alice Russell: Look Around The Corner (Tru Thoughts, 2012)

#### Colaboraciones
Como Quantic, Holland también ha colaborado con varios artistas, entre ellos:
- DJ Greyboy, en la canción "Got to Be a Love" del álbum Soul Mosaic (2004)
- Alice Russell, en la canción "Somebody's Gonna Love You" del álbum Under the Munka Moon (2004). Russell también ha escrito y cantado en varias canciones de Quantic.
- Lanu, en la canción "Mother Earth" del álbum This is My Home (2007)
- Mr. Scruff, en el sencillo "Donkey Ride" (2008), y en el lado B del álbum "Sweetsmoke" (2002), titulado "It's Dancing Time".
- Nickodemus, en el sencillo "Mi Swing Es Tropical" (2008)
- Nidia Góngora, en el álbum Almas conectadas (2021)

### The Quantic Soul Orchestra

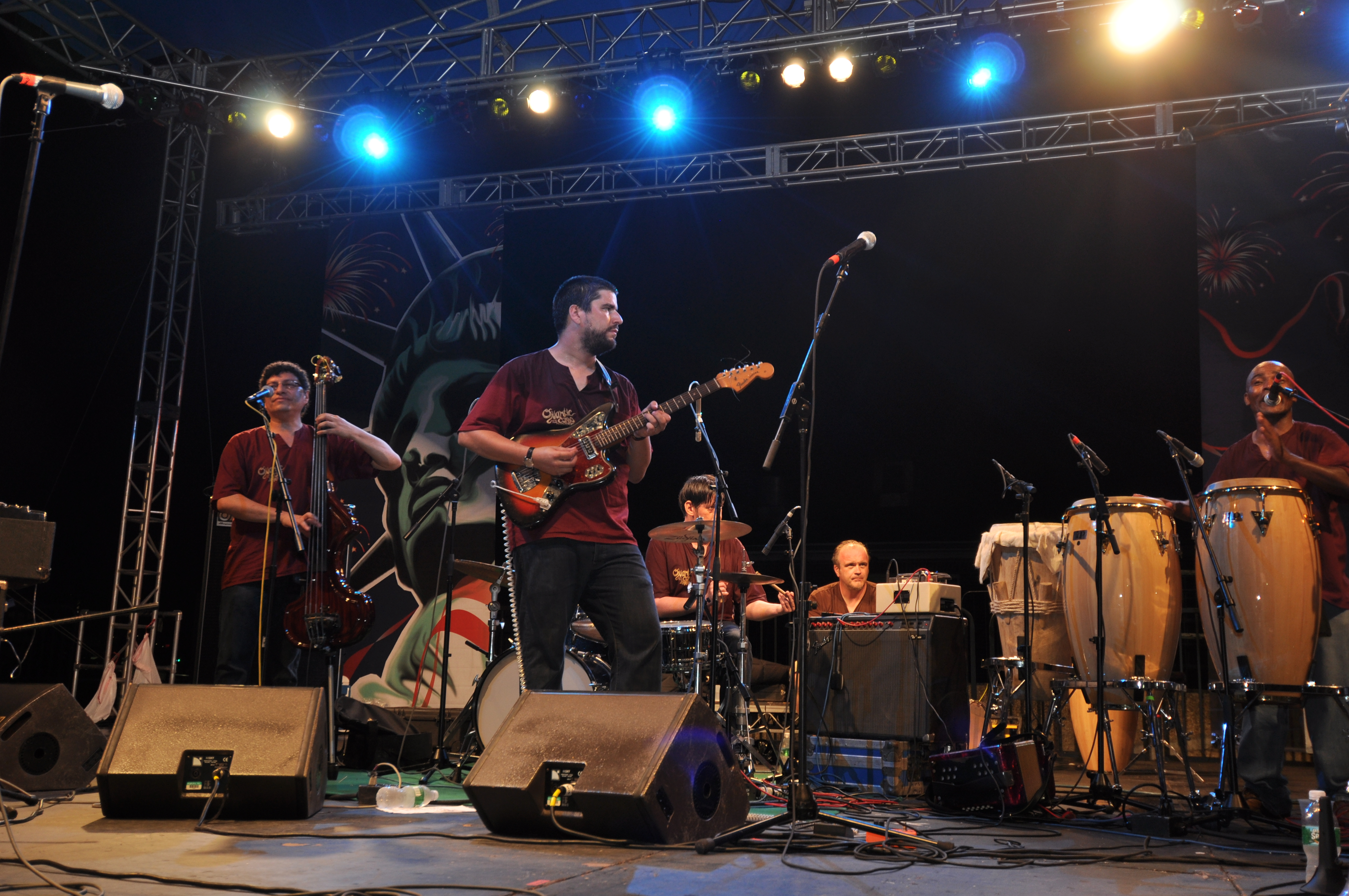
2009 with his Quantic Soul Orchestra, NYC

Con una banda de músicos en vivo, Holland se ha registrado como The Quantic Soul Orchestra. La formación de la banda ha consistido en numerosos miembros, con sólo Holland siendo permanente.
Han lanzado tres discos, además de un álbum en colaboración con Spanky Wilson. Exmiembros incluyen a la hermana de Holland, Lucy, en el saxofón. 
- Stampede (Tru Thoughts, 2003)
- Pushin' On (Tru Thoughts, 2005)
- I'm Thankful con Spanky Wilson, (Tru Thoughts, 2006)
- Tropidélico (Tru Thoughts, 2007)